# Czobor család
A czoborszentmihályi nemes, báró és gróf Czobor család egy mára már kihalt, történelmi jelentőségű magyar főnemesi család.

## Története
A család első ismert felmenője egy bizonyos Jánosi Czobor, aki már a XIV. században hatalmas vagyon felett rendelkezett. Fia, Miklós már czoborszentmihályi Czobor néven szerepel 1364-ben. Ennek a Miklósnak a unokája, Mihály, a budai vár kapitánya volt. Mihály unokája, Imre, a XV. és XVI. század fordulóján Pozsony és Bodrog vármegye főispánja volt. Imre unokáinak 1588-ban kelt a bárói diplomájuk. Egy másik Imre nevű családtag nádori helytartó és táblai bíró volt. 1579-ben a török szultán megfosztotta délvidéki birtokaitól és Czobor később is sikertelenül próbálta azt visszaszerezni. Egy későbbi családtag, Bálint kapta a grófi címet 1652-ben. Fia, Ádám, kitűnő katona, Zrínyi Miklós tanítványa volt, a tábornoki rangig jutott, többször harcolt a törökök és a franciák ellen. Ádám fia, Márk, szintén tábornok és főajtónálló volt. Márk fia, József rendkívül pazarló életmódot élt, erről több anekdota is fennmaradt. Egyszer hatalmas összegben, 1000 arany forintban fogadott, hogy ki fog az udvarnál a legdrágább, mégis a legegyszerűbb ruhában megjelenni. Megnyerte a fogadást, mert mentéjének a bélésébe egy értékes régi olajfestményt rejtett. Ezt a festményt egyik uradalmának az eladása után tudta csak megvásárolni, de ezt csak azért tette, hogy a fogadást megnyerje. Czobor József gróffal (szül.: 1705) 1785-ben nem csak a grófi ág, de az egész Czobor család is a sírba szállt.

## Jelentősebb családtagok
- Czobor Erzsébet (1572–1626) írónő, Thurzó György nádor neje
- Czobor Imre (15–16. század) Pozsony és Bodrog vármegye főispánja, II. Ulászló diplomatája, az Oppelni Hercegség kormányzója
- Czobor Imre (1520–1581) nádori helytartó, táblabíró
- Czobor Márton (15-16. század) nándorfehérvári bán, bodrogi főispán, II. Ulászló főkamarása
- Czobor Mihály (15. század) a budai vár kapitánya